# Ventorro del Cano
Ventorro del Cano è una stazione della linea ML3 della rete tranviaria di Madrid.
Si trova presso l'incrocio tra Calle del Tranvía e Calle Arroyomolinos, dentro al Polígono Industrial Ventorro del Cano, nel comune, nel comune di Alarcón vicino al confine con il comune di Boadilla del Monte.

## Storia
È stata inaugurata il 27 luglio 2007 insieme alle altre stazioni della linea.